# Dierama nixonianum
Dierama nixonianum är en irisväxtart som beskrevs av Olive Mary Hilliard. Dierama nixonianum ingår i släktet Dierama och familjen irisväxter. Inga underarter finns listade i Catalogue of Life.

## Bildgalleri

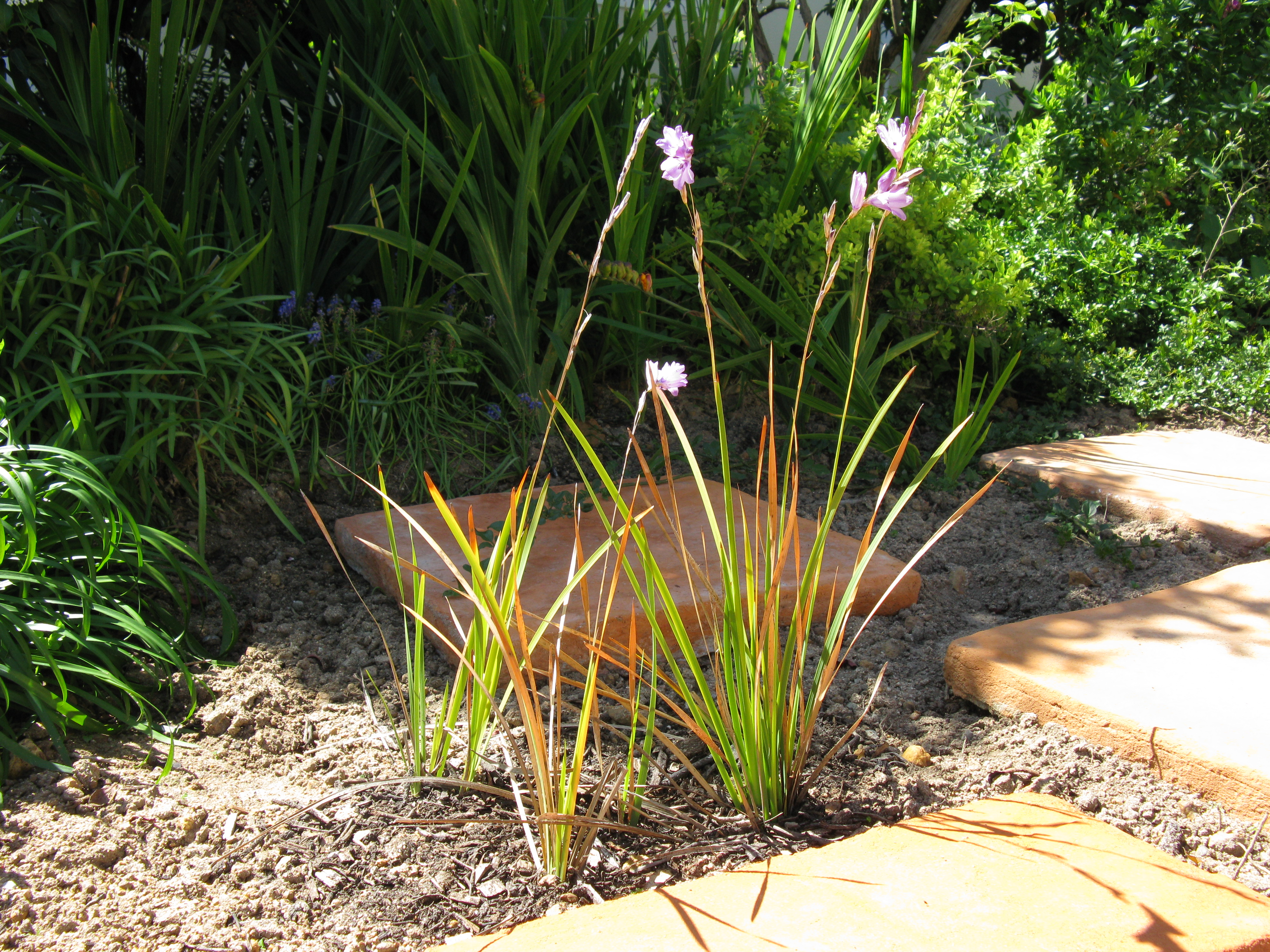
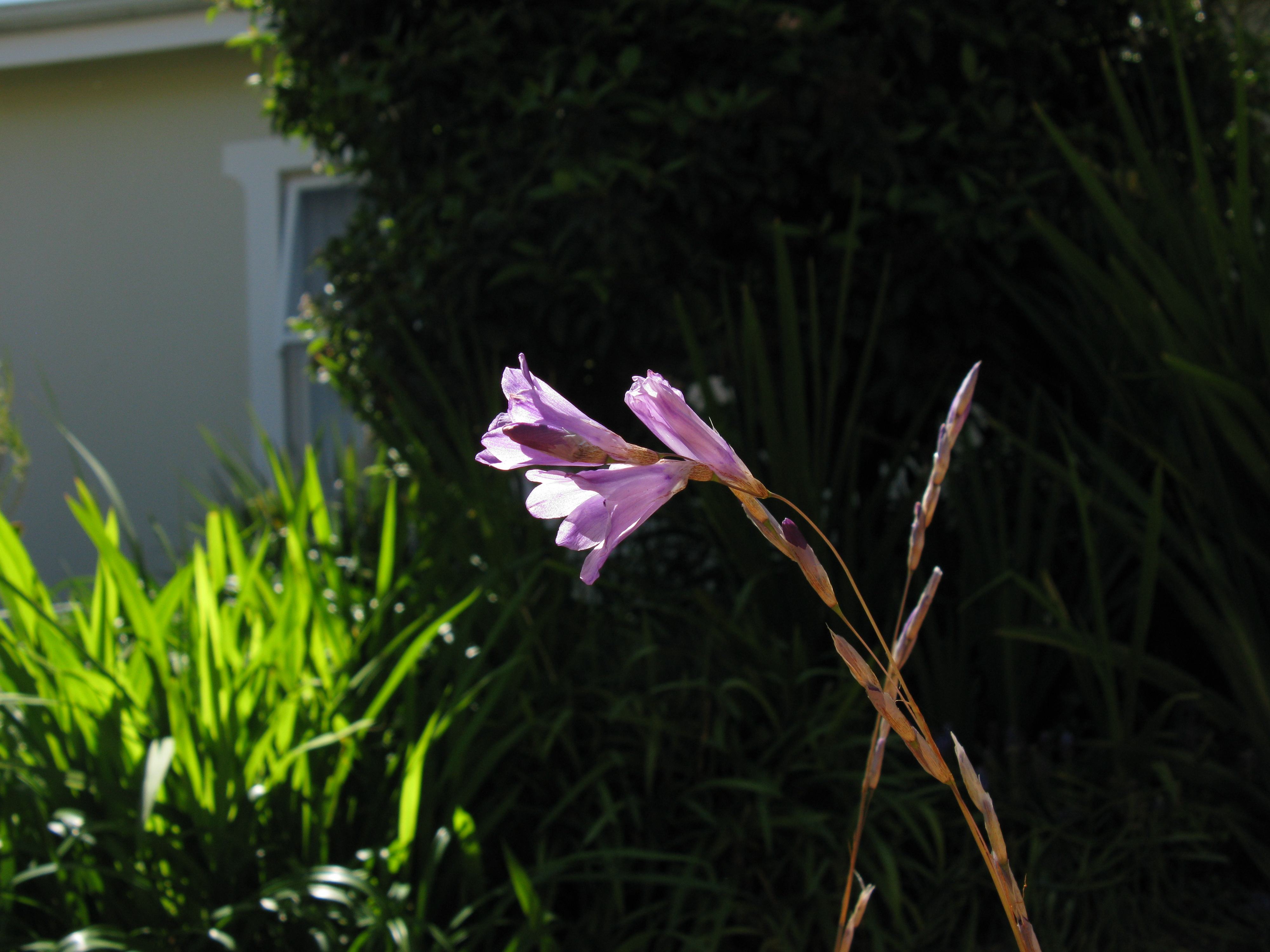
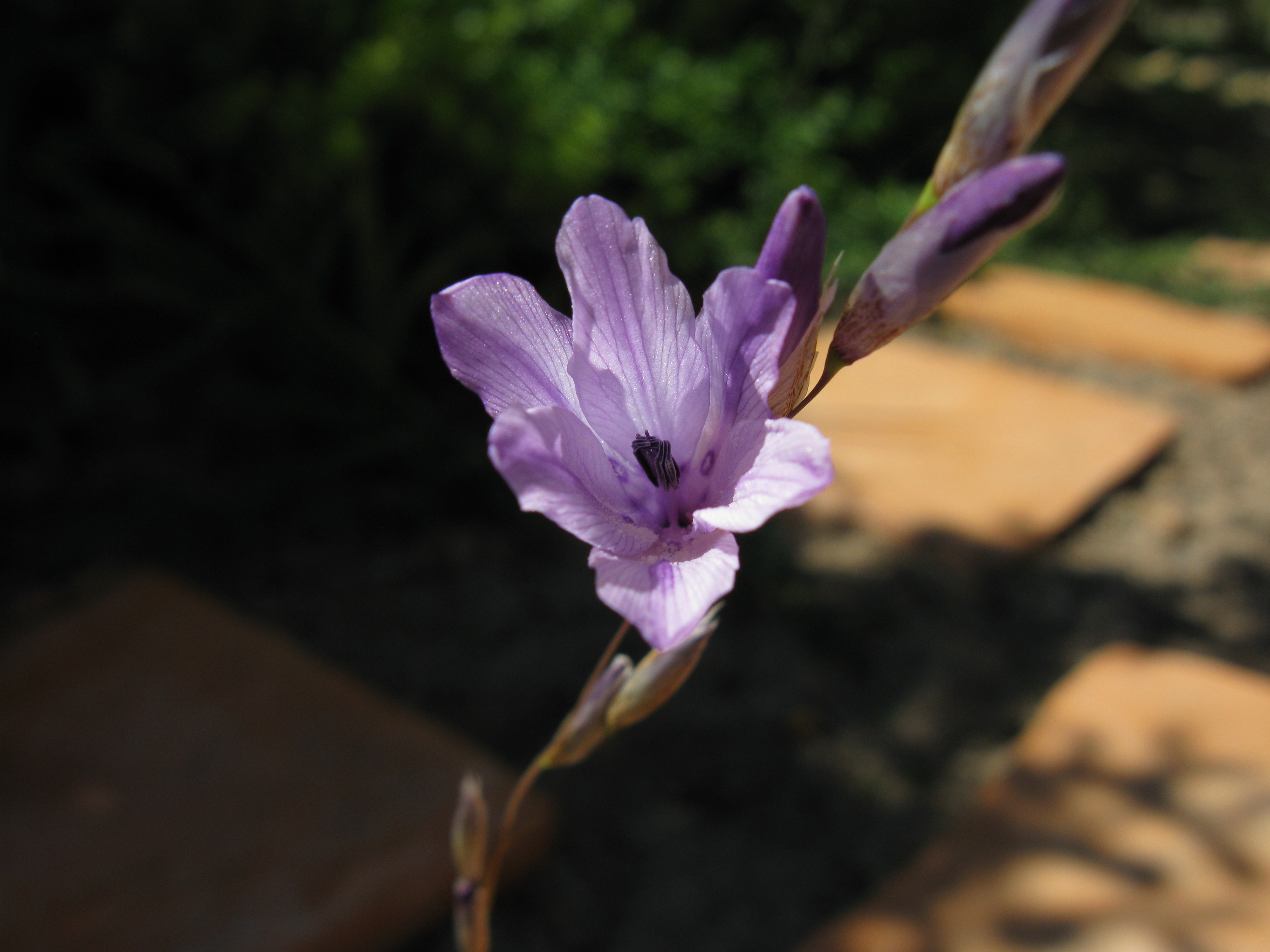